# Pablo Abián
Pablo Abián Vicén (Calatayud, 12 giugno 1985) è un giocatore di badminton spagnolo, vincitore della medaglia d'oro ai Giochi europei di Baku 2015 e di un oro e un argento ai Giochi del Mediterraneo. Ha rappresentato la Spagna ai Giochi olimpici estivi di Pechino 2008, Londra 2012 e Rio de Janeiro 2016, senza riuscire a salire sul podio..

## Palmarès
- Giochi europei

Baku 2015: oro nel singolo.
- Giochi del Mediterraneo

Mersin 2013: argento nel singolo.
Tarragona 2018: oro nel singolo.
Orano 2022: oro nel singolo e argento nel doppio.